# 하오리 유우카
하오리 유우카(일본어: 羽織 夕夏 はおり ゆうか[*], 7월 28일 - )는 다카라즈카 가극단 유키구미에 소속된 여역이다.
지바현 후나바시시, 와요 코노다이 여자고등학교 출신이다. 키 163cm, 애칭은 "나-코", "낫쨩"이다.

## 약력
2012년, 다카라즈카 음악학교에 입학하였다.
2014년, 다카라즈카 가극단 100기생으로 입단, 츠키구미 공연 「다카라즈카오도리／내일에의 지침／TAKARAZUKA 화시집100!!」으로 초무대를 했다.
2015년, 구미마와리를 거쳐 유키구미에 배속되었다.
2022년 12월 25일, 「창공의 묘」 도쿄 공연 천추락을 기해, 다카라즈카 가극단을 퇴단한다는 것이 발표되었다.